# 2012年秘鲁杯
2012年秘鲁杯(西班牙语: Copa Perú 2012)，为秘鲁杯的第40个赛季。开始于2012年2月。
秘鲁杯前4个阶段为地方性赛事。秘鲁杯区级阶段赛事(西班牙语: Etapa Distrital)开始于2月；省级阶段赛事(西班牙语: Etapa Provincial)开始于6月；大区级阶段(西班牙语: Etapa Departamental) 赛事开始于7月；地区阶段赛事开始于9月。第5阶段为全国阶段赛事，11月开始。全国阶段冠军将升入秘鲁足球甲级联赛，亚军升入秘鲁足球乙级联赛。

## 大区级阶段
大区级阶段会有65支球队晋级下一阶段。

## 地区级阶段
地区级阶段赛事，分为8个地区进行比赛，每个地区分为1-2个小组。每个地区的前2名出线。

## 全国阶段
全国阶段为淘汰赛，参赛球队共16支。